# Transductor electromagnético
Un transductor electromagnético es un transductor que transforma electricidad en energía magnética o viceversa. Por ejemplo, un electroimán es un dispositivo que convierte la electricidad en magnetismo o viceversa (flujo magnético en electricidad).
A veces este término es empleado erróneamente como sensor electromagnético, como los sensores de distancia de los taxímetros.
- Datos: Q6151641